# Fizica imagisticii prin rezonanță magnetică
Fizica imagisticii prin rezonanță magnetică (IRM) se referă la considerațiile fizice fundamentale ale tehnicilor IRM și la aspectele tehnologice ale dispozitivelor IRM. IRM este o tehnică de imagistică medicală utilizată în principal în radiologie și medicină nucleară pentru a investiga anatomia și fiziologia corpului și pentru a detecta patologii, inclusiv tumori, inflamații, afecțiuni neurologice precum accidentele vasculare cerebrale, afecțiuni ale mușchilor și articulațiilor, precum și anomalii ale inimii și ale vaselor de sânge, printre altele. Agenții de contrast pot fi injectați intravenos sau într-o articulație pentru a îmbunătăți imaginea și a facilita diagnosticul. Spre deosebire de CT și de razele X, IRM nu utilizează radiații ionizante și este, prin urmare, o procedură sigură, potrivită pentru diagnosticarea la copii și la alergări repetate. Pacienții cu implanturi metalice specifice neferomagnetice, implanturi cohleare și stimulatoare cardiace din zilele noastre pot, de asemenea, să efectueze un RMN în ciuda efectelor câmpurilor magnetice puternice. Acest lucru nu se aplică în cazul dispozitivelor mai vechi, detaliile pentru cadrele medicale sunt furnizate de către producătorul dispozitivului.
Anumite nuclee atomice sunt capabile să absoarbă și să emită energie de radiofrecvență atunci când sunt plasate într-un câmp magnetic extern. În IRM clinic și de cercetare, atomii de hidrogen sunt cel mai adesea utilizați pentru a genera un semnal de radiofrecvență detectabil care este recepționat de antene aflate în imediata apropiere a anatomiei examinate. Atomii de hidrogen sunt în mod natural abundenți în oameni și în alte organisme biologice, în special în apă și grăsimi. Din acest motiv, cele mai multe scanări RMN cartografiază în esență locația apei și a grăsimii în organism. Impulsurile de unde radio excită tranziția energetică a spinului nuclear, iar gradienții de câmp magnetic localizează semnalul în spațiu. Prin variația parametrilor secvenței de impulsuri, pot fi generate contraste diferite între țesuturi, pe baza proprietăților de relaxare ale atomilor de hidrogen din acestea.
Atunci când se află în interiorul câmpului magnetic (B0) al scanerului, momentele magnetice ale protonilor se aliniază pentru a fi fie paralele, fie antiparalele cu direcția câmpului. În timp ce fiecare proton individual poate avea doar una dintre cele două alinieri, colecția de protoni pare să se comporte ca și cum ar putea avea orice aliniere. Majoritatea protonilor se aliniază paralel cu B0, deoarece aceasta este o stare de energie mai mică. Se aplică apoi un impuls de radiofrecvență, care poate excita protonii de la alinierea paralelă la cea antiparalelă, doar aceasta din urmă fiind relevantă pentru restul discuției. Ca răspuns la forța care îi readuce la orientarea lor de echilibru, protonii suferă o mișcare de precesie, la fel ca un titirez aflat sub efectul gravitației. Protonii vor reveni la starea de joasă energie prin procesul de relaxare a rețelei de spin. Aceasta apare ca un flux magnetic, care produce o tensiune variabilă în bobinele receptorului pentru a da semnalul. Frecvența la care rezonează un proton sau un grup de protoni dintr-un voxel depinde de intensitatea câmpului magnetic local din jurul protonului sau grupului de protoni, un câmp mai puternic corespunde unei diferențe de energie mai mari și unor fotoni de frecvență mai mare. Prin aplicarea unor câmpuri magnetice suplimentare (gradienți) care variază liniar în spațiu, se pot selecta felii specifice care urmează să fie imaginate, iar o imagine se obține prin transformarea Fourier 2-D a frecvențelor spațiale ale semnalului (spațiu k). Din cauza forței magnetice Lorentz de la B0 asupra curentului care circulă în bobinele de gradient, bobinele de gradient vor încerca să se miște producând sunete puternice de ciocnire, pentru care pacienții au nevoie de protecție auditivă.

## Istoric
Aparatul RMN a fost dezvoltat între 1975 și 1977 la Universitatea din Nottingham de către profesorul Raymond Andrew FRS FRSE, în urma cercetărilor sale în domeniul rezonanței magnetice nucleare. Scanerul pentru tot corpul a fost creat în 1978.

## Magnetismul nuclear
Particulele subatomice au proprietatea mecanică cuantică a spinului. Anumite nuclee, cum ar fi 1H (protoni), 2H, 3He, 23Na sau 31P, au un spin diferit de zero și, prin urmare, un moment magnetic. În cazul așa-numitelor nuclee cu spin-1⁄2, cum ar fi 1H, există două stări de spin, denumite uneori "sus" și "jos". Nuclee precum 12C nu au neutroni sau protoni neperecheați și nici un spin net; cu toate acestea, izotopul 13C are.
Atunci când acești spini sunt plasați într-un câmp magnetic extern puternic, ei precesează în jurul unei axe în direcția câmpului. Protonii se aliniază în două stări energetice (efectul Zeeman): una de energie joasă și una de energie înaltă, care sunt separate de o energie de divizare foarte mică.

### Rezonanță și relaxare
Mecanica cuantică este necesară pentru a modela cu exactitate comportamentul unui singur proton, însă mecanica clasică poate fi utilizată pentru a descrie în mod adecvat comportamentul ansamblului de protoni. Ca și în cazul altor particule de spin  {\displaystyle 1/2}, ori de câte ori este măsurat spinul unui singur proton, acesta poate avea doar unul dintre cele două rezultate numite în mod obișnuit paralel și antiparalel. Atunci când discutăm despre starea unui proton sau a protonilor, ne referim la funcția de undă a acelui proton, care este o combinație liniară a stărilor paralelă și antiparalelă.
În prezența câmpului magnetic, B0, protonii vor părea să preceseze la frecvența Larmor determinată de raportul giroscopic al particulei și de intensitatea câmpului. Câmpurile statice utilizate cel mai frecvent în IRM provoacă precesie care corespunde unui foton de radiofrecvență (RF).
Magnetizarea longitudinală netă în echilibru termodinamic se datorează unui mic exces de protoni în starea de energie inferioară. Acest lucru dă o polarizare netă care este paralelă cu câmpul extern. Aplicarea unui impuls de RF poate înclina acest vector de polarizare netă în lateral (cu, de exemplu, un așa-numit impuls de 90°), sau chiar îl poate inversa (cu un așa-numit impuls de 180°). Protonii vor intra în fază cu impulsul RF și, prin urmare, unul cu celălalt.
Recuperarea magnetizării longitudinale se numește relaxare longitudinală sau T1 și are loc exponențial cu o constantă de timp T1. Pierderea coerenței de fază în plan transversal se numește relaxare transversală sau T2. T1 este astfel asociat cu entalpia sistemului de spin sau cu numărul de nuclee cu spin paralel față de cel antiparalel. T2, pe de altă parte, este asociat cu entropia sistemului sau cu numărul de nuclee în fază.
Atunci când impulsul de radiofrecvență este oprit, componenta vectorială transversală produce un câmp magnetic oscilant care induce un mic curent în bobina receptorului. Acest semnal se numește dezintegrare prin inducție liberă (FID). Într-un experiment idealizat de rezonanță magnetică nucleară, FID se dezintegrează aproximativ exponențial cu o constantă de timp T2. Cu toate acestea, în RMN-ul practic, există mici diferențe în câmpul magnetic static în diferite locații spațiale ("neomogenități") care fac ca frecvența Larmor să varieze pe tot corpul. Acest lucru creează interferențe distructive, care scurtează FID. Constanta de timp pentru descreșterea observată a FID se numește T*
2 timpul de relaxare, și este întotdeauna mai scurtă decât T2. În același timp, magnetizarea longitudinală începe să se recupereze exponențial cu o constantă de timp T1 care este mult mai mare decât T2 (a se vedea mai jos).
În IRM, câmpul magnetic static este mărit de o bobină cu gradient de câmp pentru a varia în întreaga regiune scanată, astfel încât diferite locații spațiale devin asociate cu frecvențe de precesie diferite. Numai acele regiuni în care câmpul este astfel încât frecvențele de precesie să corespundă frecvenței RF vor experimenta excitație. De obicei, aceste gradiente de câmp sunt modulate pentru a baleia regiunea care urmează să fie scanată, iar varietatea aproape infinită de secvențe de impulsuri RF și de gradient este cea care conferă RMN-ului versatilitatea sa. Schimbarea gradientului de câmp împrăștie semnalul FID care răspunde în domeniul frecvenței, dar acesta poate fi recuperat și măsurat printr-un gradient de refocalizare (pentru a crea un așa-numit "ecou de gradient"), sau printr-un impuls de radiofrecvență (pentru a crea un așa-numit "ecou de spin"), sau în postprocesarea digitală a semnalului împrăștiat. Întregul proces poate fi repetat atunci când a avut loc o anumită relaxare T1 și echilibrul termic al spinilor a fost mai mult sau mai puțin restabilit. Timpul de repetiție (TR) este timpul dintre două excitații succesive ale aceleiași felii.
În mod obișnuit, în țesuturile moi, T1 este de aproximativ o secundă, în timp ce T2 și T*
2 sunt de câteva zeci de milisecunde. Cu toate acestea, aceste valori pot varia foarte mult de la un țesut la altul, precum și de la un câmp magnetic extern la altul. Acest comportament este unul dintre factorii care conferă RMN-ului contrastul extraordinar al țesuturilor moi.
Agenții de contrast IRM, cum ar fi cei care conțin Gadolinium(III), acționează prin modificarea (scurtarea) parametrilor de relaxare, în special T1.

## Imagistică

### Scheme de imagistică
Au fost concepute mai multe scheme pentru combinarea gradienților de câmp și a excitației de radiofrecvență pentru a crea o imagine:
Reconstrucția 2D sau 3D din proiecții, ca în cazul tomografiei computerizate.
Construirea imaginii punct cu punct sau linie cu linie.
Gradiente în câmpul de radiofrecvență mai degrabă decât în câmpul static.
Deși fiecare dintre aceste scheme este ocazional utilizată în aplicații specializate, majoritatea imaginilor RM de astăzi sunt create fie prin tehnica transformării Fourier bidimensionale (2DFT) cu selectarea feliei, fie prin tehnica transformării Fourier tridimensionale (3DFT). O altă denumire pentru 2DFT este spin-warp. Ceea ce urmează este o descriere a tehnicii 2DFT cu selecție de felii.
Tehnica 3DFT este destul de asemănătoare, cu excepția faptului că nu există selecție de felii și codificarea de fază se realizează în două direcții separate.

#### Imagistică eco-planară
O altă schemă utilizată uneori, în special în scanarea creierului sau atunci când este nevoie de imagini foarte rapide, se numește imagistică eco-planară (EPI): În acest caz, fiecare excitație RF este urmată de un tren de ecouri de gradient cu codificare spațială diferită. EPI multiplexată este chiar mai rapidă, de exemplu, pentru fMRI pe întreg creierul sau RMN de difuzie.

### Contrastul imaginii și ameliorarea contrastului
Contrastul imaginii este creat de diferențele de intensitate a semnalului RMN recuperat din diferite locații din cadrul probei. Acest lucru depinde de densitatea relativă a nucleelor excitate (de obicei protoni de apă), de diferențele în timpii de relaxare (T1, T2 și T*
2) ale acestor nuclee după secvența de impulsuri și, adesea, de alți parametri discutați în cadrul scanărilor RMN specializate. Contrastul în majoritatea imaginilor RM este, de fapt, un amestec al tuturor acestor efecte, dar proiectarea atentă a secvenței de impulsuri de imagistică permite ca un mecanism de contrast să fie accentuat în timp ce celelalte sunt minimizate. Capacitatea de a alege diferite mecanisme de contrast conferă RMN o flexibilitate extraordinară. În creier, ponderarea T1 face ca conexiunile nervoase din materia albă să apară albe, iar congregațiile de neuroni din materia cenușie să apară gri, în timp ce lichidul cefalorahidian (LCR) apare închis. Contrastul materiei albe, al materiei cenușii și al lichidului cefalorahidian este inversat folosind T2 sau T*
2, în timp ce imagistica ponderată în funcție de densitatea protonică oferă un contrast redus la subiecții sănătoși. În plus, parametrii funcționali, cum ar fi fluxul sanguin cerebral (CBF), volumul sanguin cerebral (CBV) sau oxigenarea sângelui pot afecta T1, T2 și T*
2 și, prin urmare, pot fi codificați cu secvențe de impulsuri adecvate.
În unele situații, nu este posibil să se genereze un contrast suficient de mare al imaginii pentru a arăta în mod adecvat anatomia sau patologia de interes doar prin ajustarea parametrilor imagistici, caz în care se poate administra un agent de contrast. Acesta poate fi la fel de simplu ca apa, luată pe cale orală, pentru imagistica stomacului și a intestinului subțire. Cu toate acestea, majoritatea agenților de contrast utilizați în IRM sunt selectați pentru proprietățile lor magnetice specifice. Cel mai frecvent, se administrează un agent de contrast paramagnetic (de obicei un compus de gadoliniu). Țesuturile și fluidele potențate cu gadoliniu apar extrem de luminoase pe imaginile ponderate în T1. Acest lucru oferă o sensibilitate ridicată pentru detectarea țesuturilor vasculare (de exemplu, tumori) și permite evaluarea perfuziei cerebrale (de exemplu, în cazul unui accident vascular cerebral). Recent, au existat preocupări legate de toxicitatea agenților de contrast pe bază de gadoliniu și de impactul acestora asupra persoanelor cu funcție renală deficitară. (A se vedea mai jos Siguranță/Agenți de contrast).
Mai recent, au devenit disponibili agenți de contrast superparamagnetici, de exemplu, nanoparticule de oxid de fier. Acești agenți apar foarte întunecați pe T*
2-ponderate și pot fi folosiți pentru imagistica hepatică, deoarece țesutul hepatic normal reține agentul, dar zonele anormale (de exemplu, cicatrici, tumori) nu o fac. Aceștia pot fi, de asemenea, administrați pe cale orală, pentru a îmbunătăți vizualizarea tractului gastrointestinal și pentru a împiedica ca apa din tractul gastrointestinal să întunece alte organe (de exemplu, pancreasul). Agenții diamagnetici, cum ar fi sulfatul de bariu, au fost, de asemenea, studiați pentru o potențială utilizare în tractul gastrointestinal, dar sunt mai puțin frecvent utilizați.

### k-spațiu
În 1983, Ljunggren și Twieg au introdus în mod independent formalismul k-space, o tehnică care s-a dovedit neprețuită în unificarea diferitelor tehnici de imagistică prin rezonanță magnetică. Ei au arătat că semnalul RM demodulat S(t) generat de spinii nucleari care precesează liber în prezența unui gradient de câmp magnetic liniar G este egal cu transformata Fourier a densității efective de spin. Din punct de vedere matematic:
{\displaystyle S(t)={\tilde {\rho }}_{\mathrm {eff} }\left({\vec {k}}(t)\right)\equiv \int _{-\infty }^{\infty }\mathrm {d} {\vec {x}}\ \rho ({\vec {x}})\cdot e^{2\pi i\ {\vec {k}}(t)\cdot {\vec {x}}}}
{\displaystyle {\vec {k}}(t)\equiv \int _{0}^{t}{\vec {G}}(\tau )\ \mathrm {d} \tau }
Cu alte cuvinte, pe măsură ce timpul avansează, semnalul trasează o traiectorie în spațiul k, vectorul viteză al traiectoriei fiind proporțional cu vectorul gradientului de câmp magnetic aplicat. Prin termenul densitate efectivă de spin se înțelege densitatea reală de spin {\displaystyle \rho ({\vec {x}})} corectată pentru efectele pregătirii T1, decăderii T2, defazării datorate neomogenității câmpului, fluxului, difuziei etc. și oricăror alte fenomene care afectează cantitatea de magnetizare transversală disponibilă pentru a induce semnalul în sonda RF sau faza acestuia în raport cu câmpul electromagnetic al bobinei receptoare.
Din formula de bază a spațiului k, rezultă imediat că putem reconstrui o imagine {\displaystyle I({\vec {x}})} pur și simplu luând transformata Fourier inversă a datelor eșantionate, și anume
{\displaystyle I\left({\vec {x}}\right)=\int _{-\infty }^{\infty }\mathrm {d} {\vec {k}}\ S\left({\vec {k}}(t)\right)\cdot e^{-2\pi i\ {\vec {k}}(t)\cdot {\vec {x}}}}

## MRI scanner

### Construcție și funcționare
Componentele principale ale unui scaner RMN sunt: magnetul principal, care polarizează proba, bobinele de șunt pentru corectarea neomogenităților în câmpul magnetic principal, sistemul de gradient care este utilizat pentru a localiza semnalul RMN și sistemul RF, care excită proba și detectează semnalul RMN rezultat. Întregul sistem este controlat de unul sau mai multe calculatoare.

### Magnet
Magnetul este cea mai mare și cea mai scumpă componentă a scanerului, iar restul scanerului este construit în jurul său. Puterea magnetului se măsoară în teslas (T). Magneții clinici au, în general, o intensitate a câmpului în intervalul 0,1-3,0 T, iar sistemele de cercetare sunt disponibile până la 9,4 T pentru uz uman și 21 T pentru sistemele pentru animale.
In the United States, field strengths up to 4 T have been approved by the FDA for clinical use. În Statele Unite, intensități de câmp de până la 4 T au fost aprobate de FDA pentru utilizare clinică.
La fel de importantă ca și puterea magnetului principal este precizia acestuia. Dreptatea liniilor magnetice din interiorul centrului (sau, așa cum este cunoscut din punct de vedere tehnic, izocentrul) magnetului trebuie să fie aproape perfectă. Acest lucru este cunoscut sub numele de omogenitate. Fluctuațiile (neomogenități în intensitatea câmpului) în cadrul regiunii de scanare trebuie să fie mai mici de trei părți pe milion (3 ppm). Au fost utilizate trei tipuri de magneți:
- magnet permanent: Magneții convenționali fabricați din materiale feromagnetice (de exemplu, aliaje de oțel care conțin elemente de pământuri rare, cum ar fi neodimul) pot fi utilizați pentru a furniza câmpul magnetic static. Un magnet permanent care este suficient de puternic pentru a fi utilizat într-un RMN va fi extrem de mare și de voluminos; aceștia pot cântări peste 100 de tone. Întreținerea RMN-urilor cu magneți permanenți este foarte ieftină; acest lucru nu se poate spune despre celelalte tipuri de magneți pentru RMN, însă utilizarea magneților permanenți prezintă dezavantaje semnificative. Aceștia sunt capabili să atingă doar intensități de câmp slabe în comparație cu alți magneți IRM (de obicei mai puțin de 0,4 T) și au o precizie și o stabilitate limitate. Magneții permanenți prezintă, de asemenea, probleme speciale de siguranță; deoarece câmpurile lor magnetice nu pot fi "oprite", obiectele feromagnetice sunt practic imposibil de îndepărtat de aceștia odată ce intră în contact direct. Magneții permanenți necesită, de asemenea, o atenție specială atunci când sunt aduși la locul de instalare.
- Electromagnet rezistiv: Un solenoid înfășurat din sârmă de cupru este o alternativă la un magnet permanent. Un avantaj este costul inițial scăzut, dar intensitatea și stabilitatea câmpului sunt limitate. Electromagnetul necesită o cantitate considerabilă de energie electrică în timpul funcționării, ceea ce poate face ca funcționarea sa să fie costisitoare. Acest proiect este, în esență, învechit.

Electromagnetul supraconductor: Atunci când un aliaj niobiu-titan sau niobiu-staniu este răcit cu heliu lichid până la 4 K (-269 °C, -452 °F), acesta devine supraconductor, pierzând rezistența la trecerea curentului electric. Un electromagnet construit cu supraconductori poate avea intensități de câmp extrem de mari, cu o stabilitate foarte mare. Construcția unor astfel de magneți este extrem de costisitoare, iar heliul criogenic este scump și dificil de manipulat. Cu toate acestea, în ciuda costului lor, magneții supraconductori răciți cu heliu sunt cel mai des întâlnit tip de magneți care se găsește astăzi în scanerele RMN.
- Majoritatea magneților supraconductori au bobinele de sârmă supraconductoare scufundate în heliu lichid, în interiorul unui recipient numit criostat. În ciuda izolației termice, care include uneori un al doilea criostat care conține azot lichid, căldura mediului ambiant face ca heliul să se descompună lent. Prin urmare, acești magneți necesită o completare regulată cu heliu lichid. În general, se utilizează un crio-refrigerator, cunoscut și sub numele de cap rece, pentru a recondensa o parte din vaporii de heliu înapoi în baia de heliu lichid. Mai mulți producători oferă în prezent scanere "fără criogen", în care, în loc să fie scufundat în heliu lichid, firul magnetic este răcit direct de un crio-refrigerator. Alternativ, magnetul poate fi răcit prin plasarea cu atenție a heliului lichid în puncte strategice, reducând astfel în mod dramatic cantitatea de heliu lichid utilizată, sau, în schimb, se pot utiliza supraconductori de înaltă temperatură.[9][10]

Magneții sunt disponibili într-o varietate de forme. Cu toate acestea, magneții permanenți au cel mai adesea forma literei "C", iar magneții supraconductori sunt cel mai adesea cilindrici. S-au folosit, de asemenea, magneți supraconductori în formă de C și magneți permanenți în formă de cutie.
Intensitatea câmpului magnetic este un factor important în determinarea calității imaginii. Câmpurile magnetice mai mari măresc raportul semnal-zgomot, permițând o rezoluție mai mare sau o scanare mai rapidă. Cu toate acestea, intensitățile mai mari ale câmpului necesită magneți mai costisitori, cu costuri de întreținere mai mari, și prezintă mai multe probleme de siguranță. O intensitate a câmpului de 1,0-1,5 T este un bun compromis între costuri și performanță pentru utilizarea medicală generală. Cu toate acestea, pentru anumite utilizări de specialitate (de exemplu, imagistica cerebrală), sunt de dorit intensități de câmp mai mari, unele spitale utilizând în prezent scanere de 3,0 T.

### Șaibe
Atunci când scanerul RM este amplasat în spital sau în clinică, câmpul său magnetic principal este departe de a fi suficient de omogen pentru a fi utilizat pentru scanare. De aceea, înainte de a face reglajul fin al câmpului folosind o probă, câmpul magnetic al magnetului trebuie măsurat și șamponat.
După ce o probă este plasată în scaner, câmpul magnetic principal este distorsionat de limitele de susceptibilitate din cadrul probei respective, ceea ce provoacă o pierdere de semnal (regiuni fără semnal) și distorsiuni spațiale în imaginile achiziționate. În cazul oamenilor sau al animalelor, efectul este deosebit de pronunțat la limitele dintre aer și țesut, cum ar fi sinusurile (din cauza oxigenului paramagnetic din aer), ceea ce face ca, de exemplu, lobii frontali ai creierului să fie dificil de imaginat. Pentru a restabili omogenitatea câmpului, în scaner este inclus un set de bobine de șaibă. Acestea sunt bobine rezistive, de obicei la temperatura camerei, capabile să producă corecții ale câmpului distribuite sub forma câtorva ordine de armonici sferice.
După ce se introduce proba în scaner, câmpul B0 este "ajustat" prin reglarea curenților din bobinele de șaibă. Omogenitatea câmpului se măsoară prin examinarea unui semnal FID în absența gradienților de câmp. FID-ul de la o probă slab calată va prezenta o anvelopă de scădere complexă, adesea cu multe cocoașe. Curenții de șamponare sunt apoi ajustați pentru a produce un FID cu amplitudine mare și cu descreștere exponențială, indicând un câmp B0 omogen. Procesul este de obicei automatizat.

### Gradiente
Bobinele de gradient sunt utilizate pentru a codifica spațial pozițiile protonilor prin variația liniară a câmpului magnetic pe tot volumul de imagistică. Frecvența Larmor va varia apoi în funcție de poziție pe axele x, y și z.
Bobinele de gradient sunt, de obicei, electromagneți rezistivi alimentați de amplificatoare sofisticate care permit reglarea rapidă și precisă a intensității și direcției câmpului. Sistemele tipice de gradient sunt capabile să producă gradienți de 20-100 mT/m (de exemplu, într-un magnet de 1,5 T, atunci când se aplică un gradient maxim pe axa z, intensitatea câmpului poate fi de 1,45 T la un capăt al unui alezaj de 1 m lungime și de 1,55 T la celălalt). Gradienții magnetici sunt cei care determină planul de imagistică - deoarece gradienții ortogonali pot fi combinați liber, orice plan poate fi selectat pentru imagistică.
Viteza de scanare depinde de performanța sistemului de gradienți. Gradienți mai puternici permit o imagistică mai rapidă sau o rezoluție mai mare; în mod similar, sistemele de gradienți capabile de o comutare mai rapidă pot permite, de asemenea, o scanare mai rapidă. Cu toate acestea, performanța gradientului este limitată de problemele de siguranță legate de stimularea nervilor.
Unele caracteristici importante ale amplificatoarelor de gradient și ale bobinelor de gradient sunt viteza de rotație și intensitatea gradientului. După cum s-a menționat anterior, o bobină de gradient va crea un câmp magnetic suplimentar, cu variație liniară, care se adaugă sau se sustrage din câmpul magnetic principal. Acest câmp magnetic suplimentar va avea componente în toate cele 3 direcții, și anume x, y și z; cu toate acestea, numai componenta de-a lungul câmpului magnetic (numită de obicei axa z, de unde și denumirea Gz) este utilă pentru imagistică. De-a lungul oricărei axe date, gradientul se va adăuga la câmpul magnetic pe o parte a poziției zero și se va scădea din acesta pe cealaltă parte. Deoarece câmpul suplimentar este un gradient, acesta are unități de măsură de gauss pe centimetru sau militesla pe metru (mT/m). Bobinele de gradient de înaltă performanță utilizate în IRM sunt de obicei capabile să producă un câmp magnetic de gradient de aproximativ 30 mT/m sau mai mare pentru un IRM de 1,5 T. Viteza de rotație a unui sistem de gradient este o măsură a rapidității cu care gradienții pot fi activați sau dezactivați. Gradientele tipice de înaltă performanță au o rată de rotație de până la 100-200 T-m-1-s-1. Viteza de curgere depinde atât de bobina de gradient (este nevoie de mai mult timp pentru a mări sau micșora o bobină mare decât o bobină mică), cât și de performanța amplificatorului de gradient (este nevoie de multă tensiune pentru a depăși inductanța bobinei) și are o influență semnificativă asupra calității imaginii.

### Sistemul de radiofrecvență
Sistemul de transmisie de radiofrecvență (RF) este format dintr-un sintetizator RF, un amplificator de putere și o bobină de transmisie. Bobina respectivă este de obicei încorporată în corpul scanerului. Puterea emițătorului este variabilă, dar scanerele corporale de înaltă calitate pot avea o putere de ieșire de vârf de până la 35 kW și pot fi capabile să susțină o putere medie de 1 kW. Deși aceste câmpuri electromagnetice se află în domeniul RF de zeci de megahertzi (adesea în porțiunea de radio pe unde scurte a spectrului electromagnetic) la puteri care depășesc de obicei cele mai mari puteri utilizate de radioamatori, există foarte puține interferențe RF produse de aparatul RMN. Motivul pentru acest lucru este că aparatul RMN nu este un emițător radio. Câmpul electromagnetic de frecvență RF produs în "bobina de emisie" este un câmp magnetic apropiat, cu o componentă de câmp electric schimbător foarte puțin asociată (așa cum au toate transmisiile convenționale de unde radio). Astfel, câmpul electromagnetic de mare putere produs în bobina emițătoare a RMN nu produce multe radiații electromagnetice la frecvența sa RF, iar puterea este limitată la spațiul bobinei și nu este radiată ca "unde radio". Astfel, bobina transmițătoare este un bun emițător de câmp electromagnetic la frecvența radio, dar un slab emițător de radiații electromagnetice la frecvența radio.
Receptorul este format din bobină, preamplificator și sistem de procesare a semnalului. Radiațiile electromagnetice RF produse de relaxarea nucleară în interiorul subiectului sunt adevărate radiații EM (unde radio), iar acestea părăsesc subiectul sub formă de radiații RF, dar sunt de o putere atât de mică încât nici nu provoacă interferențe RF apreciabile care să poată fi recepționate de radiocasetofoanele din apropiere (în plus, scanerele RMN sunt în general situate în încăperi căptușite cu plasă metalică, care acționează ca niște cuști Faraday).
Deși este posibilă scanarea folosind bobina integrată pentru transmiterea RF și recepția semnalului RM, dacă se realizează o imagine a unei regiuni mici, atunci se obține o calitate mai bună a imaginii (adică un raport semnal-zgomot mai mare) prin utilizarea unei bobine mai mici și mai apropiate. Sunt disponibile o varietate de bobine care se potrivesc strâns în jurul unor părți ale corpului, cum ar fi capul, genunchiul, încheietura mâinii, sânul sau la nivel intern, de exemplu, rectul.
O evoluție recentă în tehnologia IRM a fost dezvoltarea de bobine sofisticate cu mai multe elemente de tip phased array, capabile să achiziționeze mai multe canale de date în paralel. Această tehnică de "imagistică paralelă" utilizează scheme de achiziție unice care permit o imagistică accelerată, înlocuind o parte din codificarea spațială provenită de la gradienții magnetici cu sensibilitatea spațială a diferitelor elemente ale bobinei. Cu toate acestea, accelerarea sporită reduce, de asemenea, raportul semnal-zgomot și poate crea artefacte reziduale în reconstrucția imaginii. Două scheme de achiziție și reconstrucție paralelă utilizate frecvent sunt cunoscute sub numele de SENSE și GRAPPA. O trecere în revistă detaliată a tehnicilor de imagistică paralelă poate fi găsită aici: